# Северо-Эгейские острова
Северо-Эгейские острова, или Северо-Восточные Эгейские острова (греч. Νησιά του βορειοανατολικού Αιγαίου), — группа островов, находящихся в северной части Эгейского моря, принадлежащих Греции и Турции. Острова не выделяются в отдельный архипелаг, их положение независимо.
С юга острова граничат с архипелагом Восточные Спорады, на западе с Северными Спорадами.
В группе выделяют пять наиболее крупных островов, принадлежащих Греции: Айос-Эфстратиос, Лемнос, Лесбос, Самотраки, Тасос.
Турции принадлежат острова Гёкчеада и Бозджаада (греческие названия Имврос и Тенедос).
- Лесбос — 1632,81 км²
- Лемнос — 477,58 км²
- Тасос — 380,09 км²
- Гёкчеада (Тур.) — 286,84 км²
- Самотраки — 177,96 км²
- Айос-Эфстратиос — 43,32 км²
- Бозджаада (Тур.) — 36 км²

Иногда острова архипелага Восточные Спорады относят к Северо-Эгейским островам.